# پتسکا
پتسکا (به چکی: Pecka) یک منطقهٔ مسکونی در جمهوری چک است که در شهرستان ییچین واقع شده‌است. پتسکا ۱٬۲۷۵ نفر جمعیت دارد.